# Michail Lepjoschkin
Michail Lepjoschkin (* 8. Januar 1975) ist ein ehemaliger kasachischer Biathlet.
Michail Lepjoschkin lebt in Almaty und ist Soldat. Er ist verheiratet und besuchte die Sporthochschule. Der vormalige Sportsoldat startete für den Zentralen Armeesportklub. Er nahm seit Mitte der 1990er Jahre für mehrere Saisonen regelmäßig am Biathlon-Weltcup teil, ohne jedoch einmal Punkte in einem Einzelrennen zu gewinnen. Bestes Ergebnis war ein 39. Rang in einem Einzel in Östersund, das er 1996 erreichte. Bei den Winterasienspielen 1996 in Harbin gewann er hinter seinem Landsmann Waleri Iwanow und vor Dmitri Pantow die Silbermedaille im Einzel. Mit den beiden gewann er auch den Titel im Staffelrennen vor den Vertretungen aus Japan und China. Im Jahr darauf nahm er an den Biathlon-Weltmeisterschaften 1997 in Osrblie  teil, wo Lepjoschkin 40. des Sprints und 43. des Verfolgungsrennens wurde. 1999 beendete er seine internationale Karriere.

## Biathlon-Weltcup-Platzierungen
Die Tabelle zeigt alle Platzierungen (je nach Austragungsjahr einschließlich Olympische Spiele und Weltmeisterschaften).
- 1.–3. Platz: Anzahl der Podiumsplatzierungen
- Top 10: Anzahl der Platzierungen unter den ersten zehn (einschließlich Podium)
- Punkteränge: Anzahl der Platzierungen innerhalb der Punkteränge (einschließlich Podium und Top 10)
- Starts: Anzahl gelaufener Rennen in der jeweiligen Disziplin

| Platzierung                                              | Einzel | Sprint | Verfolgung | Massenstart | Team | Staffel | Gesamt |
| -------------------------------------------------------- | ------ | ------ | ---------- | ----------- | ---- | ------- | ------ |
| 1. Platz                                                 |        |        |            |             |      |         |        |
| 2. Platz                                                 |        |        |            |             |      |         |        |
| 3. Platz                                                 |        |        |            |             |      |         |        |
| Top 10                                                   |        |        |            |             |      |         |        |
| Punkteränge                                              |        |        |            |             | 1    | 4       | 5      |
| Starts                                                   | 9      | 18     | 1          |             | 1    | 4       | 33     |
| Stand: Karriereende, Daten möglicherweise nicht komplett |        |        |            |             |      |         |        |